# 宏照道

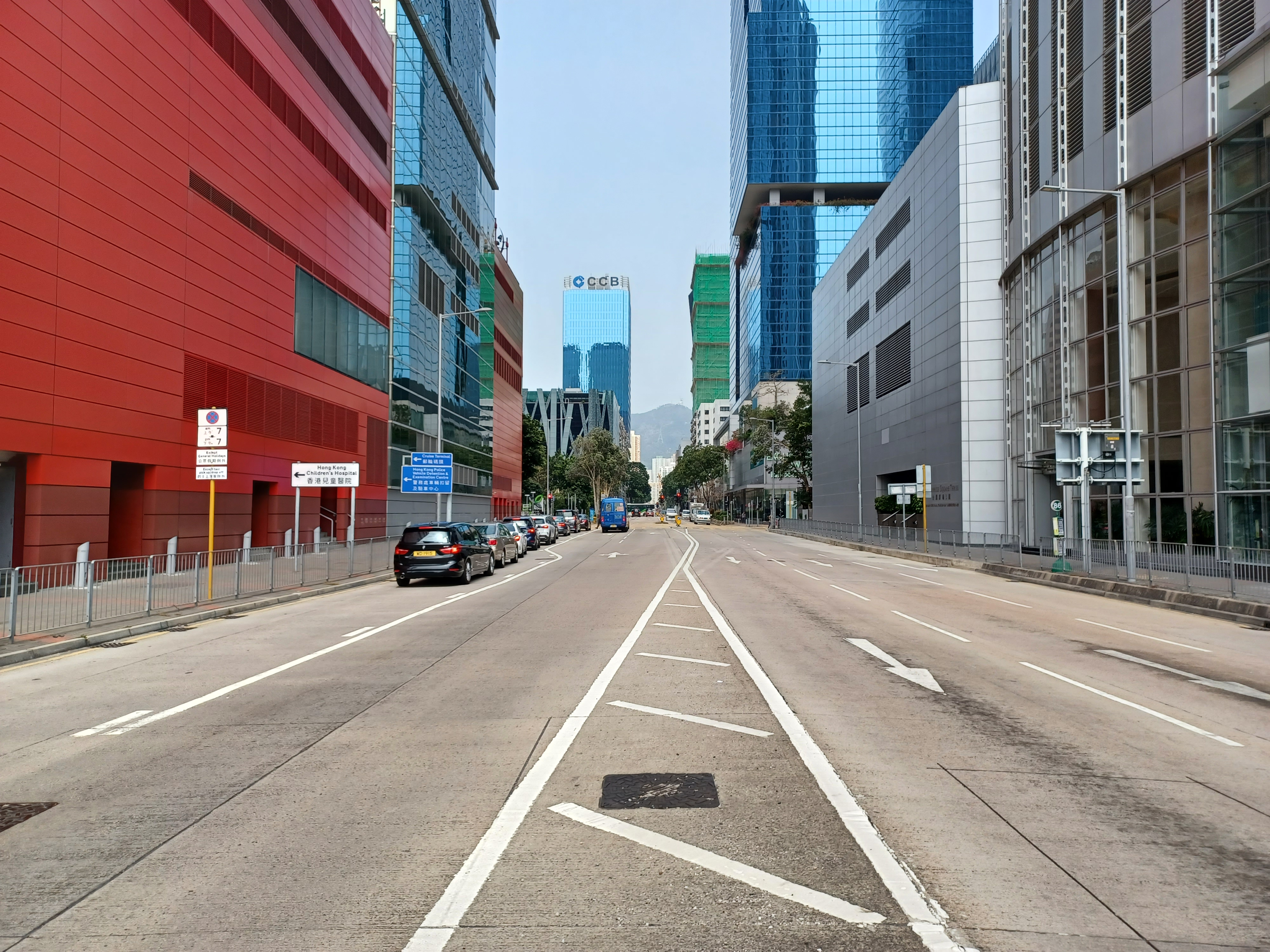
MegaBox對出的一段宏照道

宏照道（英語：Wang Chiu Road）為一條位於香港九龍觀塘區九龍灣的道路，來回合共有4條行車線，由宏光道終結點開始，至與海濱道交界的交通燈位，終點亦連接至觀塘繞道，全長2.66公里。

## 交界道路
- 啟業道
- 啟樂街
- 啟祥道
- 臨興街
- 常悅道
- 臨豐街
- 常怡道

## 主要建築
- 麗晶花園
- 宏緻苑（興建中）
- 宏勵苑（興建中）
- 擬建滙基書院
- 啟業巴士總站
- 啟業邨
- 九龍灣公園
- 九龍灣運動場
- 香港輔助警察隊總部
- 瑞興中心
- 國際交易中心
- 企業廣場
- MegaBox